# Mix FM Rio Preto
Mix FM Rio Preto é uma emissora de rádio brasileira concessionada em Tanabi, porém sediada em São José do Rio Preto, ambas cidades do estado de São Paulo. Opera no dial FM, na frequência 107,9 MHz e é afiliada a Mix FM. A emissora é pertencente a Organização Gatti de Comunicação.

## História
A emissora surgiu no dial da região de São José do Rio Preto em janeiro de 2008 operando inicialmente em 88,3 MHz como Classe C. Em 28 de janeiro do mesmo ano, a emissora passou a ser uma afiliada da Transamérica Hits.
Em 15 de julho de 2009 a emissora migra para a sua atual frequência 107,9 MHz, mudança que veio acompanhada de um aumento de potência, todavia passou a ter um sinal melhor em São José do Rio Preto.
Em setembro de 2009 emissora deixa de ser afiliada à Transamérica Hits e passa ser uma afiliada da Tupi FM, Rede que teve seu nome alterado para Top FM em dezembro do mesmo ano.
Em agosto de 2011 a emissora deixa de retransmitir a programação da Top FM e passa a ser denominada como Demais FM permanecendo com estilo musical Popular/Hits.
Em setembro a emissora fica sem sinal em São José do Rio Preto e passa ter o sinal restrito apenas para os arredores de sua torre.
Em maio de 2012, devido a extinção da Rede Demais FM a 107.9 FM passa a retransmitir a Rede Pai Eterno.
Em 23 de julho de 2014 a emissora deixa a Rede Pai Eterno e passa fazer expectativa para estreia da CBN, emissora que estreou  oficialmente em 11 de agosto de 2014 emissora deverá passar por incrementos técnicos nesse período para ampliar sua cobertura em São José do Rio Preto.
Em outubro de 2016 a CBN deixa em definitivo os 107,9 MHz devido a mesma já estar presente através da Migrante do AM para FM 90,9 MHz, sendo emissora própria do grupo que gere a CBN Grandes Lagos. Posteriormente a 107.9 FM passa a retransmitir a Rede Pai Eterno.
Em abril de 2019 a emissora passa passa a retransmitir a Positiva FM de Goiás, devido a aquisição do Grupo RCI perante as emissoras da Rede Pai Eterno.
No final de janeiro de 2020 a emissora deixa de retransmitir a Positiva FM e inicia uma fase de expectativa para chegada da Mix FM, sendo a primeira vez que a 107.9 FM adota o estilo Jovem/Pop.
Inicialmente, a Mix FM estava prevista para estrear no dia 2 de março, mas a estreia só aconteceu no dia 16, durante o programa Mix Tudo.
Em 8 de outubro de 2020, encerra afiliação com a Mix FM, e a emissora deixa de ser operada pelo Grupo RCI e passa o controle para o Grupo Vega de Comunicação.
Em 14 de outubro de 2020, FM 107.9 inicia expectativa da Alpha FM na região de São José do Rio Preto.
Em 17 de outubro de 2020, Alpha FM 107.9 estreia oficialmente em São José do Rio Preto, emissora de formato adulto-contemporâneo e que integra a Rede Alpha FM.
Em 12 de fevereiro de 2021, a emissora deixou de transmitir a Alpha FM após cerca de 5 meses de afiliação, seguindo com programação musical e sem nome fantasia.
Em 19 de fevereiro, a emissora entrou em expectativa para estreia da Rede Clube FM. A estreia aconteceu dia 22 do mesmo mês.
Em junho de 2021, a emissora passou a investir em sua programação local, devido o fim das construções em sua nova sede, com isso passou a contratar locutores, além de adquirir um carro para fazer suas ações promocionais em São José do Rio Preto. No mesmo mês, a emissora deixou de ser operada pelo Grupo Vega de Comunicação e teve seu controle repassado a Organização Gatti de Comunicação.
Em 24 de novembro de 2023, a Rede Clube FM confirmou a troca de frequência da afiliada de São José do Rio Preto. Com a troca de frequência das duas emissoras, a Clube FM deixou de operar na atual frequência 107.9 FM para operar em 88.9 FM, substituindo a Radical FM. A Mix FM Rio Preto, que estava operando em 95.7 FM, passou a operar na frequência 107.9 FM no dia 1º de dezembro do mesmo ano, dia da mudança de frequência da Clube FM em Rio Preto, que teve sua (re)estreia na mesma data.
A Mix FM Rio Preto teve sua (re)estreia no dia 1º de dezembro, às 18h00, durante a abertura do Mix Tudo.